# Fuerza Marítima de Autodefensa de Japón
La Fuerza Marítima de Autodefensa (海上自衛隊 Kaijō Jieitai?) es la rama naval de las Fuerzas de Autodefensa de Japón, formada con armamento eminentemente defensivo, con gran énfasis en la lucha antisubmarina. Sus principales cometidos son el control de las rutas navales y la patrulla de las aguas territoriales japonesas.
En 2007, esta Armada contaba con alrededor de 46 000 efectivos, empleando 119 unidades navales de importancia, incluyendo 20 submarinos, 53 destructores y fragatas, 29 minadores y dragaminas, 9 buques de patrulla y 9 de asalto anfibio, con un desplazamiento aproximado de 432 000 toneladas en total. Asimismo disponía de 179 aviones y 135 helicópteros.

## Rangos
Los rangos están listados de menor a mayor de derecha a izquierda.
| Código OTAN                  | OF-9                                                        | OF-8          | OF-7           | OF-5             | OF-4               | OF-3               | OF-2              | OF-1             | OF-1               |
| Rangos                       | 海将 （統合幕僚長および海上幕僚長）                         | 海将          | 海将補         | 1等海佐          | 2等海佐            | 3等海佐            | 1等海尉           | 2等海尉          | 3等海尉            |
| Traducción española          | AlmiranteVicealmirante, sirviendo como jefe de Estado Mayor | Vicealmirante | Contralmirante | Capitán de navío | Capitán de fragata | Capitán de corbeta | Teniente de navío | Alférez de navío | Alférez de fragata |
| ---------------------------- | ----------------------------------------------------------- | ------------- | -------------- | ---------------- | ------------------ | ------------------ | ----------------- | ---------------- | ------------------ |
| Insignia tipo A （甲階級章） |                                                             |               |                |                  |                    |                    |                   |                  |                    |
| Insignia tipo B （乙階級章） |                                                             |               |                |                  |                    |                    |                   |                  |                    |
| Insignia tipo C （丙階級章） |                                                             |               |                |                  |                    |                    |                   |                  |                    |
| Insignia miniatura （略章）  |                                                             |               |                |                  |                    |                    |                   |                  |                    |

| Código de la OTAN                | OR-9              | OR-8               | OR-7                       | OR-6                       | OR-5                       | OR-3                 | OR-2     | OR-1                | OR-D                       |
| Rangos                           | 准海尉            | 海曹長             | 1等海曹                    | 2等海曹                    | 3等海曹                    | 海士長               | 1等海士  | 2等海士             | 自衛官候補生               |
| Traducción Española              | Oficial asimilado | Contramaestre jefe | Contramaestre de 1.ª clase | Contramaestre de 2.ª clase | Contramaestre de 3.ª clase | Marinero distinguido | Marinero | Marinero de segunda | Autodefensa cadete oficial |
| -------------------------------- | ----------------- | ------------------ | -------------------------- | -------------------------- | -------------------------- | -------------------- | -------- | ------------------- | -------------------------- |
| Insignia tipo A （甲階級章）     |                   |                    |                            |                            |                            |                      |          |                     |                            |
| Insignia tipo B （乙階級章）     |                   |                    |                            |                            |                            |                      |          |                     |                            |
| Insignia tipo C （丙階級章）     |                   |                    |                            |                            |                            |                      |          |                     | sin insignia               |
| Insignia tipo miniatura （略章） |                   |                    |                            |                            |                            |                      |          |                     | sin insignia               |

## Flota

### Destructores lanzamisiles (DDG)

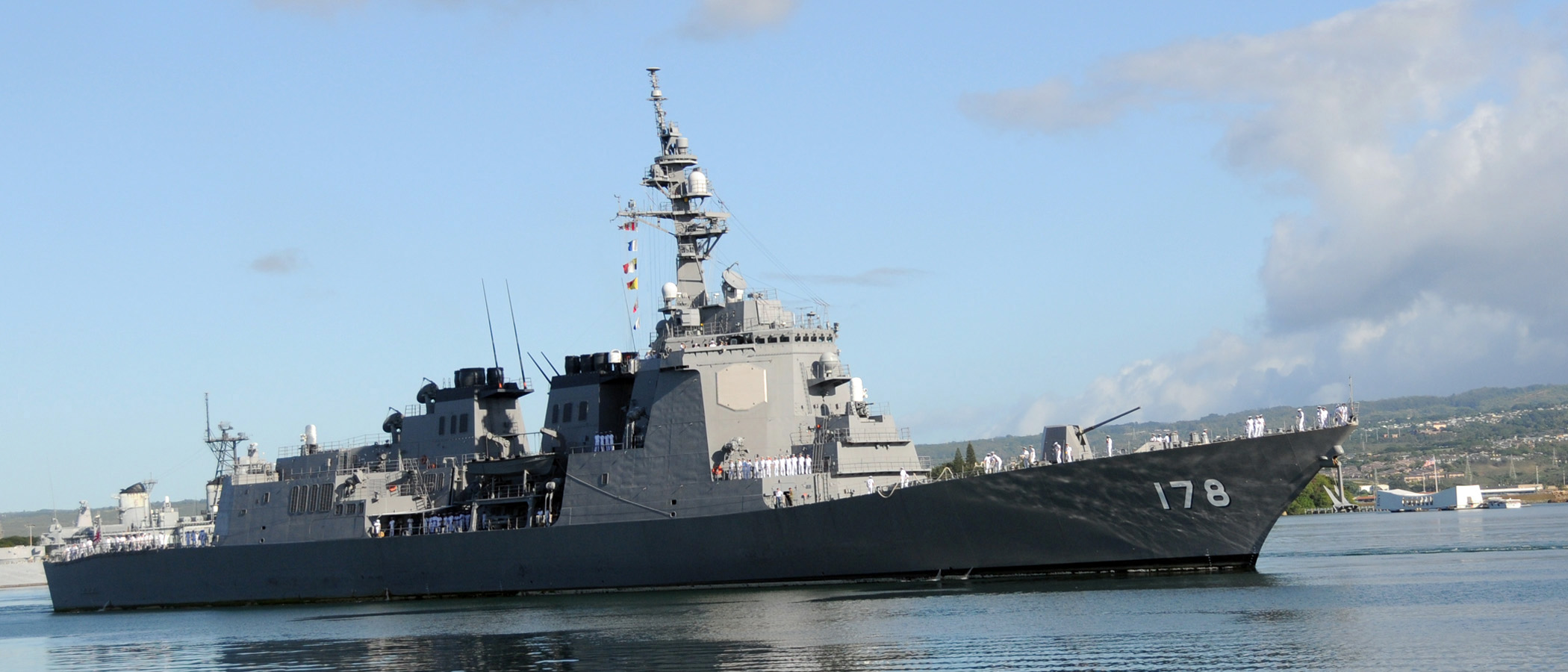
Un destructor lanzamisiles de la Clase Atago, el Ashigara (DDG-178).

- Clase Maya (2 en servicio)
- Clase Atago (2 en servicio)
- Clase Kongō (4 en servicio)
- Clase Hatakaze (2 en servicio)

### Destructores (DD)

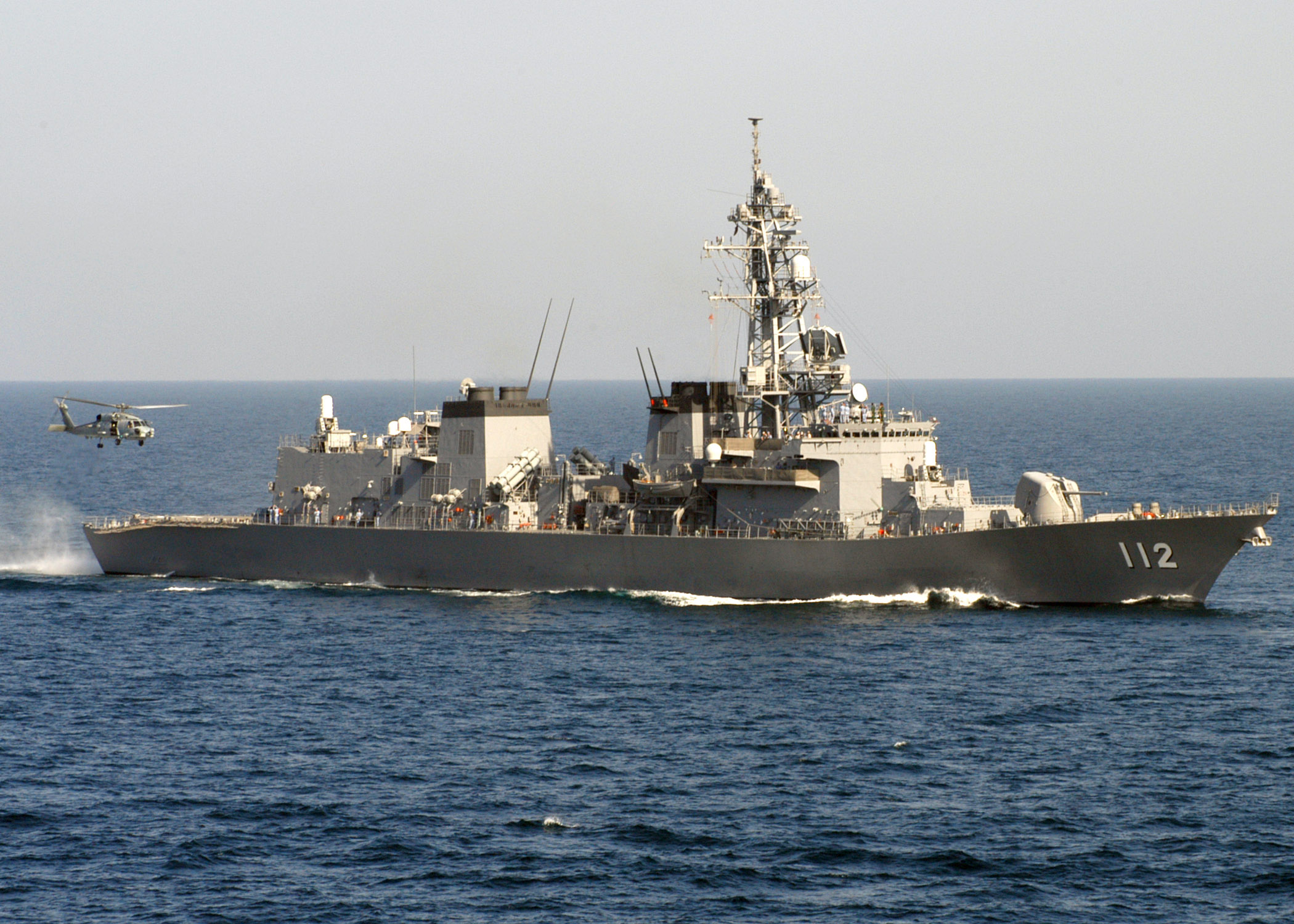
Un destructor de la Clase Takanami, el Makinami (DD-112).

- Clase Takanami (5 en servicio)
- Clase Murasame (9 en servicio)
- Clase Asagiri (6 en servicio)
- Clase Hatsuyuki (6 en servicio)
- Clase Akizuki (4 en servicio)
- Clase Asahi (2 en servicio)

### Destructores portahelicópteros (DDH)

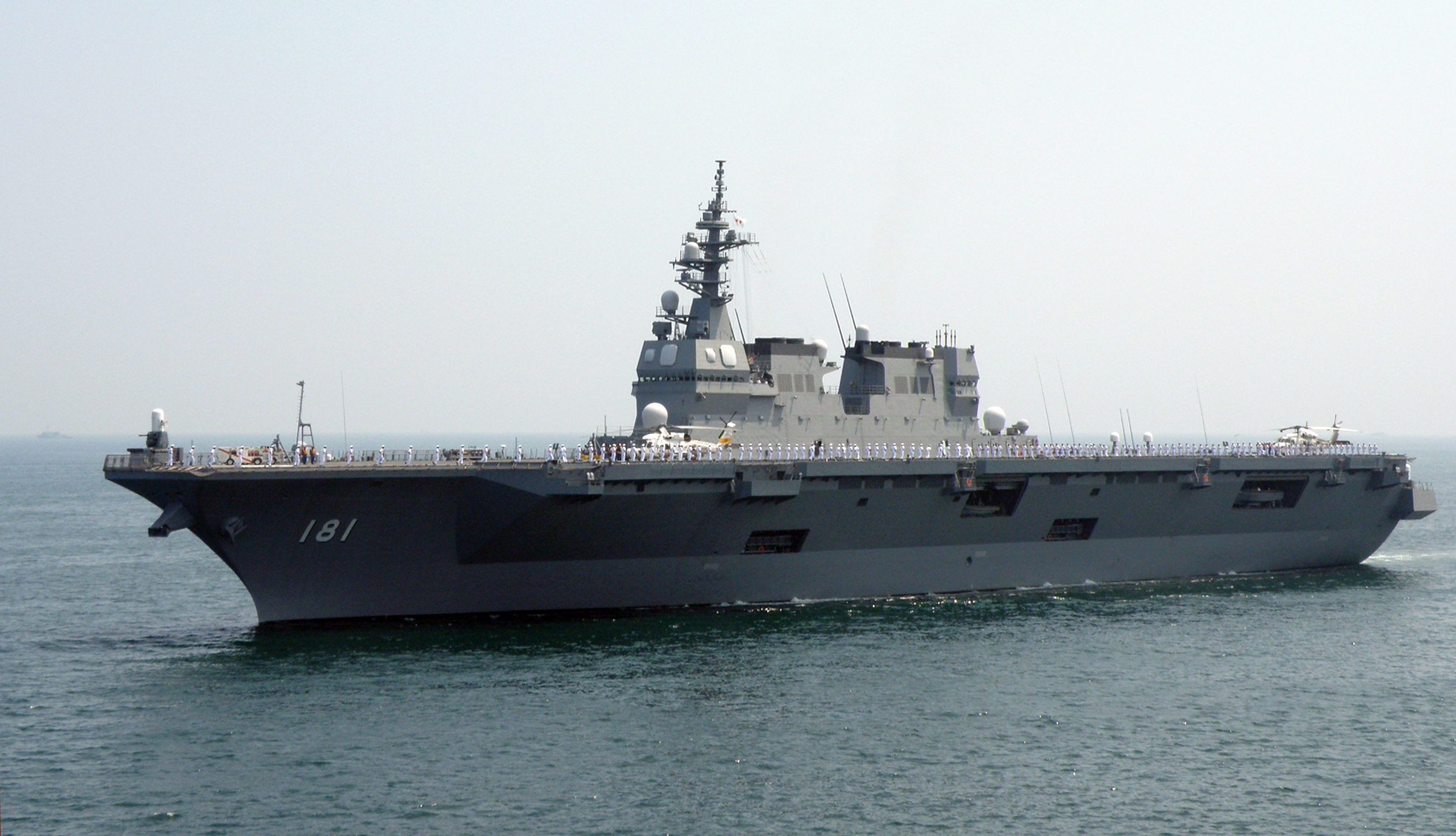
El Hyūga (DDH-181), la mayor unidad japonesa desde la Segunda Guerra Mundial.

- Clase Izumo (2 en servicio)
- Clase Hyūga (2 en servicio)

### Destructores de escolta (DE)
- Clase Abukuma (6 en servicio)

### Submarinos (SS)
- Clase Sōryū (8 en servicio)
- Clase Oyashio (9 en servicio)
- Clase Taigei (2 en servicio)

### Submarinos de entrenamiento (TSS)

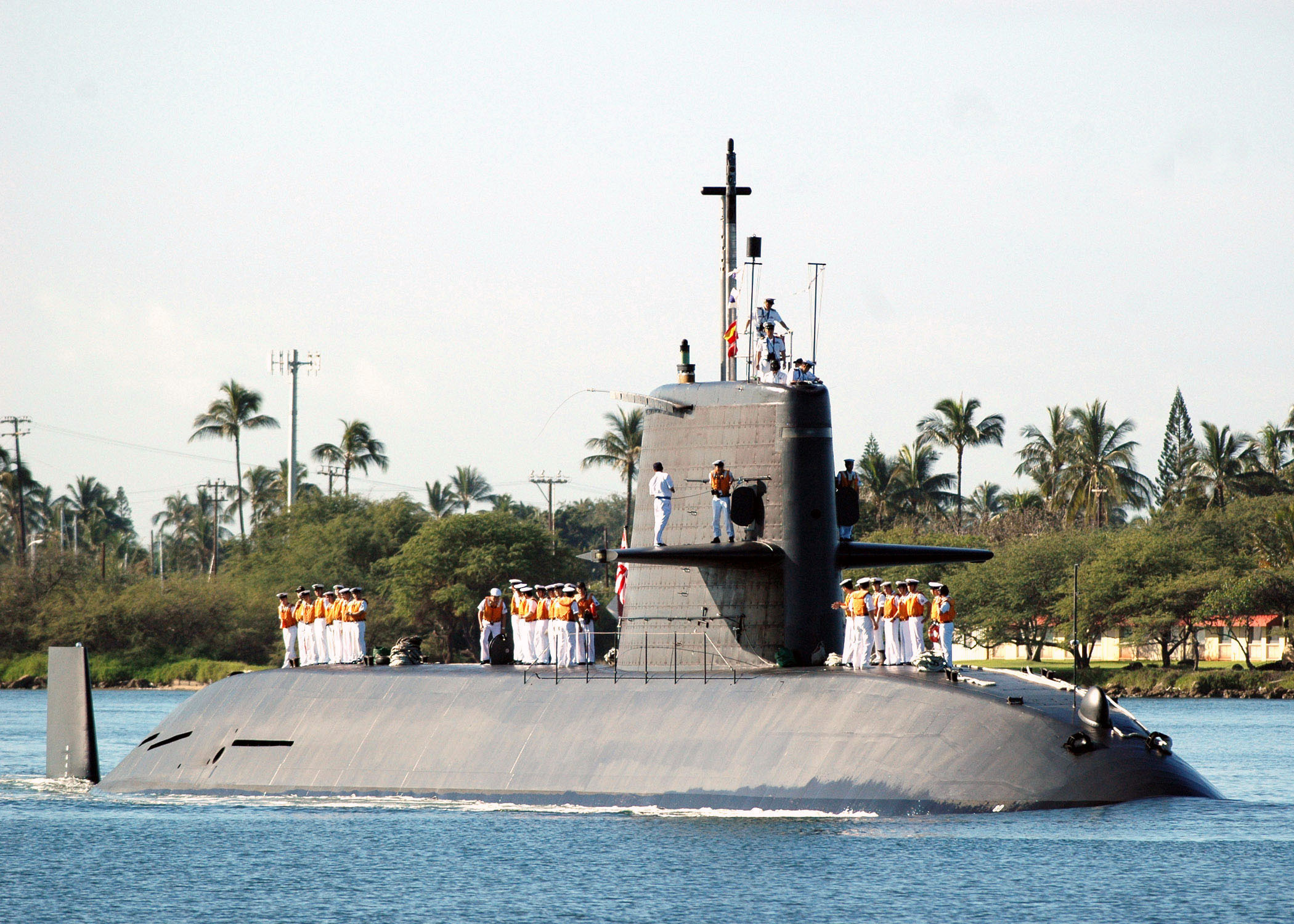
El Oyashio (SS-590), líder de su clase.

- Clase Oyashio (2 en servicio)

### Fuerzas anfibias (LST/LCU)
- Clase Ōsumi (4 en servicio)
- Clase Yusoutei 1gou (2 en servicio)
- LCAC (6 en servicio)

### Dragaminas (MSO/MSC)
- Clase Yaeyama (1 en servicio)
- Clase Awaji (1 en servicio)
- Clase Hirashima (3 en servicio)
- Clase Sugashima (12 en servicio)
- Clase Uwajima (4 en servicio)
- Clase Enoshima (4 en servicio)

### Buque escuela (TV)
- Clase Kashima (1 en servicio)
- Clase Shimayuki (3 en servicio)

### Patrulleros (PG)
- Clase Hayabusa (6 en servicio)

### Flota de aterrizaje
- Clase oosumi (3 en servicio)
- Clase LCU-2001-class (2 en servicio)
- Clase YL-09-class (9 en servicio)